# Dala–Ockelbo–Norrsundets Järnväg

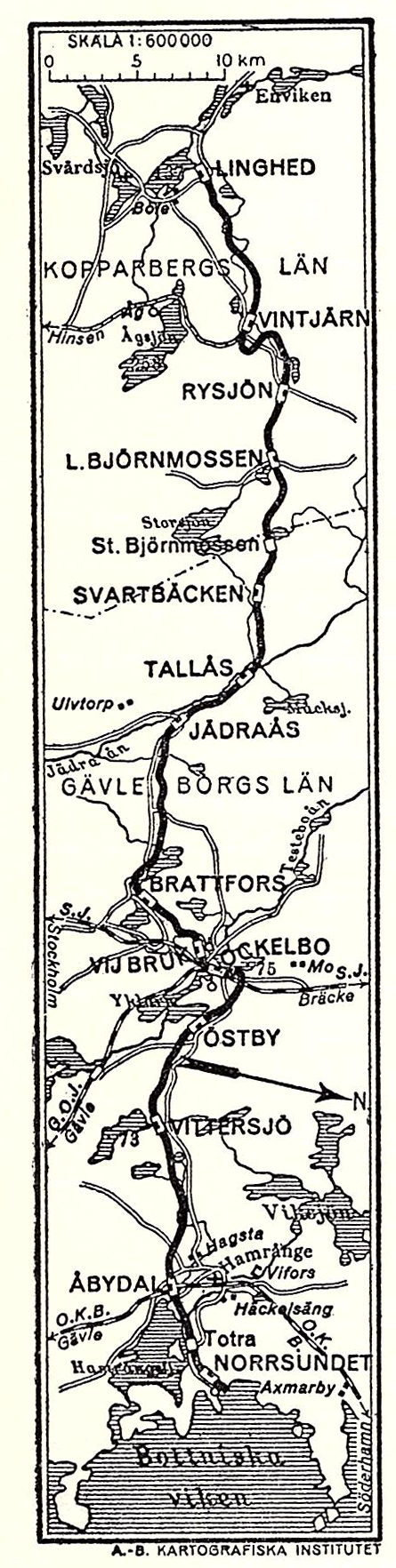
DONJ. Karta 1926.

Dala–Ockelbo–Norrsundets Järnväg (DONJ), i folkmun även kallad Kråkbanan, var en smalspårig (891 mm) järnväg mellan Linghed i Dalarna och Norrsundet vid Gästrikekusten via Ockelbo i Gästriklands inland. Järnvägen byggdes som sex skilda men sammanhängande banor mellan 1874 och 1895 för att få bättre transportmöjligheter av råvaror och färdiga produkter inom gruv- och skogsindustrin. För att förenkla driften slogs de fem västliga delarna 1899 samman i Dala-Ockelbo Järnväg, DOJ, som tillsammans med den sjätte Ockelbo–Norrsundet Järnväg, ONJ, ägdes av Dala–Ockelbo–Norrsundets Järnväg.

## Historia
Järnvägen började byggas 1874 av Ockelboverken för att ersatte hästdragna foror mellan gruvan vid Vintjärn och masugnen i Jädraås. Den första delsträckan var 11,4 kilometer mellan Vintjärn övre och Lilla Björnmossen, Vintjärn–Lilla Björnmossens Järnväg (WBJ), som fick koncession 1874 och bygget startade samma år. Sträckan öppnades för intern godstrafik 1876 och allmän godstrafik 1877. Nästa koncession erhölls 1876 för Lilla Björnmossen–Tallås Järnväg (BTJ) och banan började byggas 1877. Den öppnades för intern godstrafik 1880 och allmän godstrafik 1884. Här omlastades järnmalmen till hästfora för transport till masugnen i Åmot innan den upphörde 1887. Nästa och sista delen byggd av Ockelboverken var Tallås–Jädraås Järnväg (TJJ) som fick koncession 1880. Intern godstrafik började 1881 och den öppnades för allmän godstrafik 1884. Den sammanhängande järnvägen förband nu gruvorna i Vintjärn med masugnen i Jädraås.
Ockelboverken köptes 1887 av Kopparbergs och Hofors sågverksaktiebolag. Samma år byggdes och öppnades sträckan Linghed–Vintjärn för intern godstrafik. Jädraås–Ockelbo började byggas 1888 och Jädraås–Wij bruk öppnades för intern godstrafik 1889 och sista sträckan till Ockelbo öppnades 1890. Koncession för sträckorna Linghed–Vintjärn Järnväg (LWJ) och Jädraås–Ockelbo Järnväg (JOJ) erhölls 1896 i samband med färdigställandet av Ockelbo–Norrsundet Järnväg. Koncession för Ockelbo–Norrsundet Järnväg beviljades 1892 och banan öppnades för intern godstrafik 1895. Dessa tre banor öppnades för allman godstrafik 1897 och koncessionen gav också tillstånd till persontrafik. År 1876 var största tillåtna hastighet 15 km/h, år 1925 30-40 km/h. År 1876 var största axeltryck 4,6 ton, år 1925 7,5 ton. År 1876 var rälsvikten 14,8–15 kg/meter och år 1925 17,2–25 kg/meter. Banans högsta punkt är Rysjön 369,7 meter över havet, lägsta punkten är Norrsundet 2,7 m.ö.h. Tågvikter i 25 ‰ stigning: år 1876 40 ton, år 1901 88 ton, år 1906 141 ton, år 1910 205 ton.
När Ostkustbanan byggdes skulle den korsa Dala–Ockelbo–Norrsundets Järnväg öster om Åbydal. Det fanns flera förslag på hur banorna skulle ha förbindelse men när Ostkustbanan öppnades 1926 var ett spår byggt från Åbydal till Hamrångefjärden som var stationen på Ostkustbanan. Dala–Ockelbo–Norrsundets Järnväg korsade Ostkustbanan på en viadukt. För att undvika omlastning av godset byggdes redan 1931 den första rampen vid Hamrångefjärden för att köra normalspåriga godsvagnar på smalspåriga överföringsvagnar till Norrsundet. Det fanns olika förslag på treskensspår till Norrsundet men trafiken med överföringsvagnar fortsatte fram till nedläggningen när sträckan till Norrsundet breddades till normalspår med en nybyggd anslutning till Hamrångefjärden.

### Åbrobanan lastplatser
För att transportera skogsprodukter från sydost om Ockelbo byggdes mellan 1916 och 1919 ett 11 kilometer långt stickspår från Nyåbrons lastplats till sjön Fjärden. Stickspåret korsade Norra stambanan vid Åbro på en viadukt. Skogstransporterna upphörde 1952 och spåret revs 1955.

### Lok
Vintjärn-Lilla Björnmossens Järnväg började med ett tanklok tillverkat 1875 av Nydqvist & Holm.  Ett begagnat ånglok också tillverkat 1883 av Nydqvist & Holm köptes 1887 från Länna-Norrtälje Järnväg. Tre tanklok köptes 1888 från Atlas. En ångdressin byggdes i den egna verkstaden 1898 och under lokbristen i Sverige köptes år 1900 ett lok från Baldwin Locomotive Works i USA. Under början av 1900-talet köptes ett lok från Nydqvist & Holm 1901, tre mellan 1906 och 1907 från Vagn- & Maskinfabriksaktiebolaget i Falun ett dotterbolag till Stora Kopparbergs Bergslags AB samt tre från Atlas 1910. Två av ångloken från Atlas finns bevarade vid Jädraås–Tallås Järnväg. Ett begagnat lok tillverkat av Kristinehamns Mekaniska Werkstad 1875 för Hjo–Stenstorps Järnväg köptes 1905 från Skövde–Axvalls Järnväg och såldes 1908 till Hå–Vallviks Järnväg. I slutet på 1920-talet köptes två begagnade ånglok från Ruda–Oskarshamns Järnväg och Nordmark–Klarälvens Järnvägar och de två äldsta slopades.
Den egna verkstaden tillverkade ett ånglok 1902.
Ångloken var den enda dragkraften fram till 1959 när fyra dieselhydraulisk lok köptes från ASJ i Falun. En begagnad lokomotor tillverkad av Kalmar verkstad 1932 för Östra Smålands Järnväg köptes från SJ 1960 och två Z4p lokomotor köptes från SJ från 1966. Två kraftigare lok T2p byggda för Stockholm-Roslagens Järnvägar hyrdes från SJ från mellan 1964 och 1970.

### Godstrafiken
När Vintjärn-Lilla Björnmossens Järnväg öppnade för trafik 1877 fanns det 12 godsvagnar. Detta hade 1914 ökat till 315.
Järnvägen byggdes för malm och järnhantering. Efter att Kopparbergs och Hofors sågverksaktiebolag tog över blev det mer virkestransport. Flödet vände från att ha transporterat timmer till Linghed för att flottas vidare istället togs nu virket ur vattnet vid Linghed och transporterades med järnväg till det nya sågverket vid Norrsundet.
En viktig godskälla var Vintjärns gruvor. I Vintjärn Åg–Vintjärns Järnväg till Svartbäcken vid sjön Hinsen via Ågs bruk i Åg. Denna sidobana ägdes av Stora Kopparberg Bergslag och revs upp 1945.
Godstrafiken upphörde 1968 mellan Linghed och Jädraås och 1970 mellan Jädraås och Åbydal. Mellan Åbydal och Norrsundet upphörde trafiken 1971 efter att normalspåret öppnades 1971 mellan Hamrångefjärden och Norrsundet.

### Persontrafiken
En ångvagn köptes 1888 från Atlas och 1889 köptes två personvagnar. Järnvägen öppnades för allmän persontrafiken den 1 november 1897 efter att koncessionen för Linghed–Vintjärn och Jädraås–Ockelbo blev godkänd 1896. Antalet personvagnar var fyra år 1897 och 1914 fanns det 13 personvagnar.
Banan hade som mest över 80 000 resande per år i mitten på 1920-talet. Efter 1940 var det mellan 20 000 och 10 000 resande per år tills persontrafiken mellan Jädraås och Norrsundet upphörde 1948. Mellan 1948 och 1956 då persontrafiken upphörde mellan Linghed och Lilla Björnmossen var det mellan 1000 och 2000 resande per år. När persontrafiken upphörde på sista delen mellan Lilla Björnmossen och Jädraås 1959 reste det mindre än 100 personer per år. Hastighen var aldrig hög på banan. När banan öppnades var hastighen 15 km/tim och den blev aldrig högre än 40 km/tim vilket innebar långa restider jämfört med buss och bil.

### Rivning
Banan revs inom några år efter att godstrafiken upphörde förutom sträckan mellan Jädraås och Svartbäcken.

## Nutid
Av den smalspåriga banan återstår sex kilometer mellan Jädraås och Tallås i Gästrikeskogarna, vilka används som museibana med ångloksdragna tåg under namnet Jädraås-Tallås Järnväg. De sex östligaste kilometrarna som 1971 breddades till normalspår och fick en ny anslutning till Ostkustbanan finns kvar mellan Hamrångefjärden och Norrsundet. Banvallen används på långa sträckor som mindre väg.